# Dharmodgata
Dharmodgata (Fayong, IV-V wiek; chiń. 曇無竭) – pielgrzym, podróżnik i tłumacz chińskiego pochodzenia.

## Życiorys
Pochodził z Huanglong (黃龍), dzisiejszego Chaoyangu (朝陽) w Liaoning w północno-wschodniej części Chin. Jego rodowe nazwisko to Li.
Został nowicjuszem, gdy był jeszcze dzieckiem. Przykładał się do nauki, przestrzegał wskazań i recytował sutry, tak więc był dobrze postrzegany przez swoich nauczycieli. Przykładem był dla niego Faxian (法顯), jeden z kilku chińskich pielgrzymów do Indii. Dharmodgata ślubował poszukiwać Dharmy nawet za cenę swojego życia. 
W 420 roku Dharmodgata rozpoczął pielgrzymkę do Indii w towarzystwie dwudziestu pięciu mnichów, którzy podzielali jego aspiracje. Nieśli ze sobą sztandary i rytualne przedmioty, aby moc przeprowadzać ceremonie, oraz jedzenie i konieczne w podróży rzeczy.
Minęli Koczo, Kuczę (龜茲 lub 庫車 w dzisiejszej prefekturze Aksu), a następnie inne kraje. Wkrótce pozostało ich tylko trzynastu. Po przekroczeniu gór w śniegu znaleźli się na terenie Gandhary (znanej także jako Kophen 罽賓), w dzisiejszym Kaszmirze w północnym Pakistanie, blisko granicy z Afganistanem. Przebywali tam ponad rok. Otrzymali buddyjskie teksty i sutry. Przez ten czas uczyli się także sanskrytu oraz studiowali teksty sanskryckie. 
Następnie wyruszyli dalej na zachód w kierunki kraju Yuezhi (月氏), czyli części dawnego imperium kuszańskiego, które rozpościerało się od obecnego Tadżykistanu, poprzez Afganistan, Pakistan do doliny Gangesu w północnych Indiach. Złożyli tam hołd relikwiom po Buddzie. W końcu dotarli do północnych Indii (dzisiejszy Pakistan), gdzie zatrzymali się w klasztorze zwanym Południową Dādima-vihārą (chiń. Nan Shiliusi) w górach Dandaloka na trzy miesiące. Było tam trzystu mnichów, którzy praktykowali różne formy buddyzmu. W tym czasie Dharmodgata przyjął wszystkie wskazania monastyczne i został pełnym mnichem. 
Po trzech miesiącach wyruszyli dalej w kierunku Śrāvastī w środkowych Indiach. Musieli przechodzić przez bardzo trudny teren - ostatecznie zostało ich pięciu. 
Przez kilka lat grupka ta podróżowała po Indiach odwiedzając święte miejsca buddyzmu oraz znanych nauczycieli.
W końcu postanowili powrócić do Chin. Do kraju powrócili drogą morską na handlowym statku. Bezpieczne dopłynęli do Guangzhou w prowincji Guangdong. 
Dharmodgata pozostał w tym rejonie szerząc nauki Buddy do swojej śmierci. 
Niestety jego książka z opisem podróży nie dochowała się do naszych czasów.